# Bía

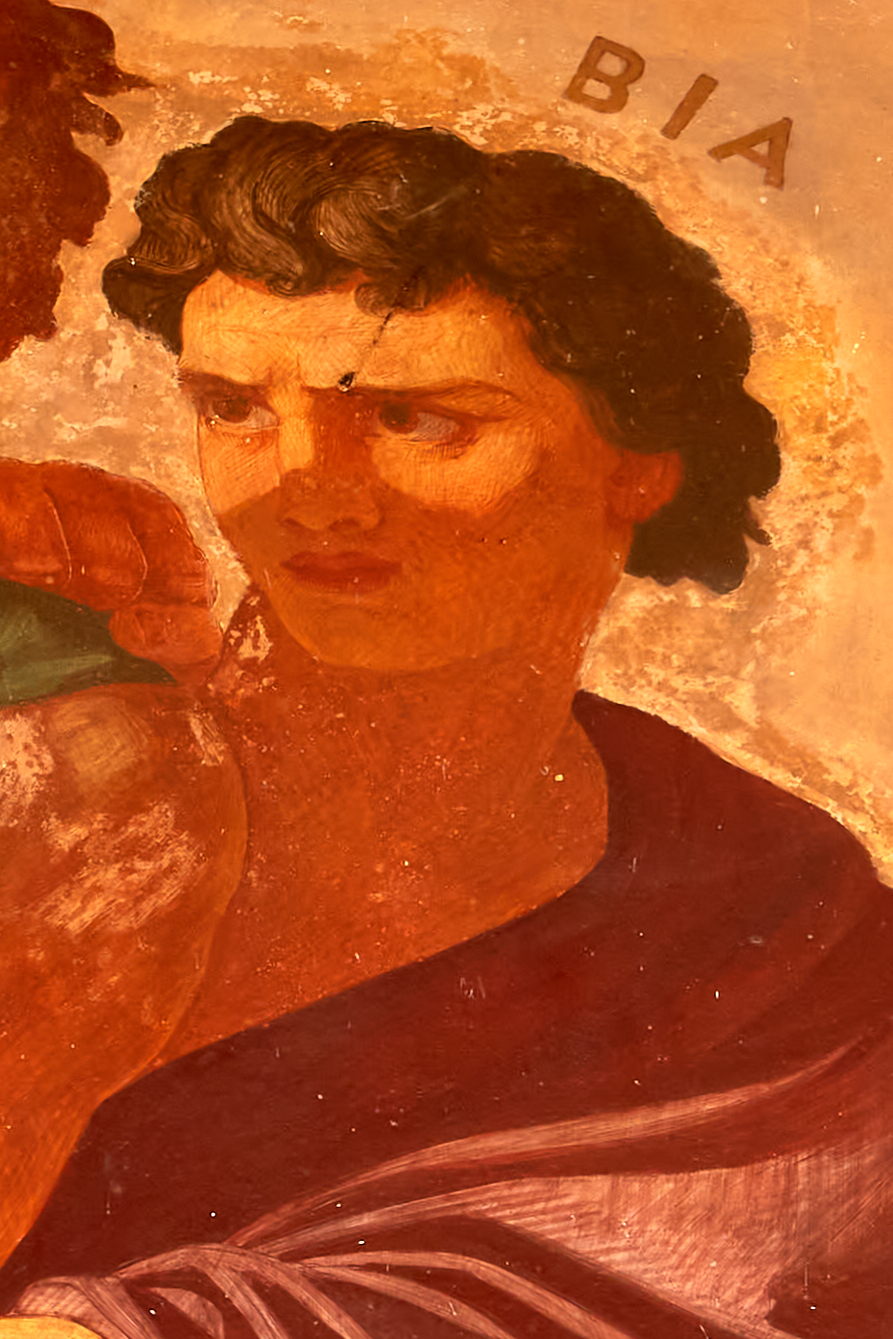
Mural de Bia en la Universidad Nacional y Kapodistriana de Atenas.

En la mitología griega Bía (en griego: Βίᾱ, Bía) era la diosa y personificación de la «Violencia». El sustantivo femenino βία (bía) significa «fuerza, vigor, robustez, violencia o coacción». Es una fuerza silenciosa que opera bajo las órdenes de Zeus. Participó en la Titanomaquia.

En los poemas hesiódicos Bía era una de las cuatro personificaciones que nacieron de la unión entre el titán Palante y la oceánide Éstige:
«Éstige, hija de Océano, parió en su palacio unida con Palante, a Zelos («Fervor»), a Nike («Victoria») de bellos tobillos, y dio vida también a Cratos («Poder») y a Bía («Violencia»), hijos muy señalados. No está su morada lejos de Zeus ni existe lugar alguno ni camino donde no gobierne el dios mediante aquéllos, sino que siempre se sientan al lado de Zeus Gravisonante. Así lo planeó Éstige, inmortal oceánide, aquel día, cuando el fulminador olímpico convocó a todos los inmortales dioses en el elevado Olimpo».
Según Esquilo Zeus, para castigar a Prometeo por haber robado el fuego y haberlo compartido con los seres humanos, manda en persona a Hefesto, supervisado por Cratos y Bía, para que lo encadene con fuertes ligaduras en el monte Cáucaso. En la tragedia Cratos tiene una larga charla con Hefesto, apremiándole para que deje de dudar y cumpla su deber, pero Bía simplemente se mantiene en silencio; Hefesto cumple su labor a la fuerza (βία) y sometido al poder (κράτος) de Zeus.
Platón vuelve a hacerse eco del episodio narrado por Esquilo. Dice que Epimeteo, al dotar a los animales de diferentes cualidades, se olvidó del hombre. Prometeo, tratando de encontrar una protección para el hombre, sube a las mansiones olímpicas y roba a Hefesto y Atenea su sabiduría profesional junto con el fuego. Ahora bien, Platón describe que «los centinelas de Zeus eran terribles», refiriéndose, como uno puede suponer, a Cratos y Bía, nuevamente.
Pausanias dice que subiendo el Acrocorinto — es la cima de la montaña que está sobre Corinto; Briareo se la dio a Helio cuando celebró el juicio, y Helio, según dicen los corintios, se la dejó a Afrodita—,  subiendo precisamente a este Acrocorinto hay recintos consagrados a Isis [Ío], una llamada Pelasgia, y la otra Egipcia; y dos de Sérapis [Épafo], llamado uno “en Canobo”. Después de ellos hay altares construidos a Helio, y hay un santuario de Ananke y Bía, al que no acostumbran a entrar.
Plutarco dice «que [Temístocles] venía acompañado de dos diosas, Persuasión (Πειθώ, Peithó) y Fuerza (Βία). Y aquéllos [los andrios] le respondieron que también a ellos los asistían dos grandes diosas, Pobreza (Πενία, Penía) y Carencia (Ἀπορία, Aporía), por lo que les estaba vedado darle dinero».
Higino, autor latino, basándose en el texto hesiódico dice que «del gigante Palante [y] de Éstige [nacieron]: Escila (Scylla), Fuerza (Vis), Envidia (Invidia), Poder (Potestas), Victoria (Victoria), las Fuentes (fontis) y los Lagos (lacus)».